# Terese Pedersen
Terese Hosking, född Pedersen den 27 april 1980 i Sandefjord, är en inte längre aktiv norsk handbollsmålvakt.
Pedersen spelade för moderklubben Sandar IL till 1999. Hon spelade sedan 1999–2001 för Larviks HK och vann då två norska mästerskapstitlar. Runar blev nästa klubb 2001–2003, sedan spelade hon för Tertnes IL i Bergen åren 2003–2006. Randers HK i Danmark blev första utländska proffsklubb 2006–2009 och det följdes av Österrikes storklubb Hypo Niederösterreich 2009–2011. Från säsongen 2011–2012 spelade hon för Byåsen IL vars handbollssektion heter Byåsen Håndball Elite. 2014 slutade hon att spela handboll.2014–2015 var hon tränare för Ranheim IL:s andralag i Norge.

## Landslagskarriär
Terese Pedersen debuterade i A-landslaget 3 augusti 2004 mot Sverige och spelade sedan 82 matcher med landslaget med sin sista landskamp i VM 2009. Under sin landslagskarriär var hon med och vann EM tre gånger 2004, 2006 and 2008. 2005 i VM blev det bara nionde plats men hon tog silver vid VM 2007 i Frankrike och blev mästerskapets målvakt med högst räddningsprocent. Under turneringarna har hon fått lite speltid. Hon har aldrig spelat i OS och petades 2008 till förmån för Kari Aalvik Grimsbø. 2008 var hon med i EM truppen och spelade så bra att hon fick mer speltid än Grimsbø. Hon var slutligen med i VM-truppen 2009 och vann en bronsmedalj